# De Havilland Gipsy Minor
de Havilland Gipsy Minor (также Gipsy Junior)  — британский поршневой авиационный двигатель воздушного охлаждения, разработанный и производившийся в конце 1930-х годов фирмой de Havilland Engine Company

## История
Двигатель представлял собой упрощённую и уменьшенную версию 5-литрового de Havilland Gipsy, выпускавшегося с конца 1920-х годов. В отличие от предыдущих моделей компании, магнето зажигания не дублировалось.
Всего был выпущен 171 двигатель (включая 100 экземпляров, изготовленных в Австралии, куда было перемещено их производство с началом Второй мировой войны). Большая их часть была установлена на учебных Moth Minor и транспортных самолётах Short Scion.

## Применение
Великобритания
- De Havilland Moth Minor
- Short Scion

 Франция
- Druine Turbi

## Двигатель в экспозициях музеев
- Один из сохранившихся Gipsy Minor находится в авиамузее de Havilland (Ландон-Колни, Хартфордшир).